# Senaat van Californië
De Senaat van Californië (Engels: California State Senate) is het hogerhuis van de California State Legislature, de wetgevende macht van de Amerikaanse staat Californië. De Senaat van Californië heeft 40 senatoren die verkozen worden vanuit verschillende kiesdistricten in de staat. Elke senator dient een termijn van vier jaar. De voorzitter van de senaat is de luitenant-gouverneur. Sinds 2019 is dit Eleni Kounalakis.

## Huidige samenstelling

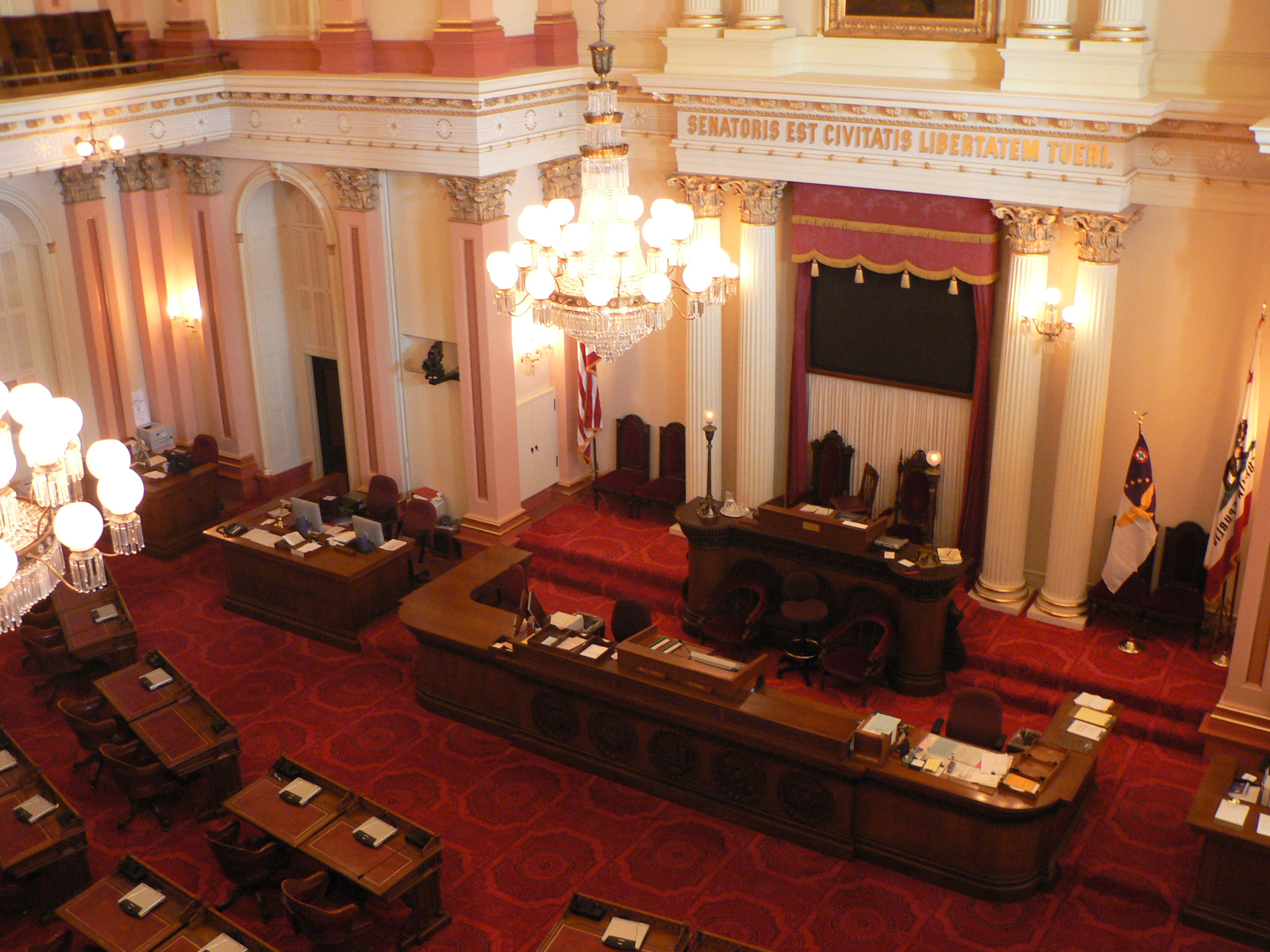
De kamer van de Senaat van Californië

| Partij        | Partij               | Zetels |
| ------------- | -------------------- | ------ |
|               | Democratische Partij | 31     |
|               | Republikeinse Partij | 9      |
| Aantal zetels | Aantal zetels        | 40     |